# Condado de Lee (Carolina do Sul)
O Condado de Lee é um dos 46 condados do Estado americano da Carolina do Sul. A sede do condado é Bishopville, e sua maior cidade é Bishopville. O condado possui uma área de 1 065 km² (dos quais 3 km² estão cobertos por água), uma população de 20 119 habitantes, e uma densidade populacional de 19 hab/km² (segundo o censo nacional de 2000). O condado foi fundado em 1902.